# 1912년 하계 올림픽 다이빙 남자 플레인 하이다이빙
1912년 하계 올림픽 남자 플레인 하이다이빙은 1912년 하계 올림픽 다이빙 종목의 4개 세부종목 중 하나로, 1912년 7월 6일 토요일, 1912년 7월 7일 일요일, 1912년 7월 11일 목요일의 사흘에 걸쳐 경기가 진행되었다. 9개국 31명 선수가 참가하였다.

## 경기 진행
플랫폼 종목은 실제로는 10m 보드와 5m 보드를 번갈아 사용해가며 경기가 진행되었다. 각 선수는 우선 10m 보드에서 스탠딩 플레인 다이빙 1회와 러닝 플레인 다이빙 2회를, 5m 보드에서 스탠딩 다이빙 1회와 러닝 다이빙 1회를 선보였다. 심사위원단은 총 5명이었으며 각 선수마다 '포인트'와 '점수'를 부여하였는데 여기서 포인트는 해당 선수의 순위를 매긴 것으로 5인의 포인트를 합산하여 총 포인트를 집계하였다. '점수'는 오늘날의 다이빙 종목에서 채택한 채점방식과 동일했다.

### 예선전
예선전에서는 각 조마다 '포인트'가 가장 낮은 선수 2명이 결승에 진출하고, 모든 조에서 '점수'가 가장 높은 선수 4명이 추가로 진출하는 방식으로 치러졌다. 순위 포인트 자체를 결승 진출의 기준으로 삼지는 않았다.

#### 1조
| 순위 | 선수              | 국가     | 포인트 | 점수 | 주 |
| ---- | ----------------- | -------- | ------ | ---- | -- |
| 1    | 파울 귄터         | 독일     | 8      | 36.1 | Q  |
| 2    | 토르스텐 에릭손   | 스웨덴   | 11     | 35.8 |    |
| 3    | 타우노 일모니에미 | 핀란드   | 13     | 35.0 |    |
| 4    | 알프레드 요한손   | 스웨덴   | 14     | 34.7 |    |
| 5    | 닐스 트베트       | 노르웨이 | 25     | 31.7 |    |
| 6    | 엘리스 홀메르     | 스웨덴   | 31     | 30.2 |    |
| 7    | 시그바르 안데르센 | 노르웨이 | 32     | 28.6 |    |
| -    | 빅토르 바라노프   | 러시아   | -      | DNF  |    |

#### 2조
| 순위 | 선수              | 국가     | 포인트 | 점수 | 주 |
| ---- | ----------------- | -------- | ------ | ---- | -- |
| 1    | 욘 얀손           | 스웨덴   | 5      | 38.3 | Q  |
| 2    | 조지 가이드지크   | 미국     | 13     | 36.2 |    |
| 3    | 조지 이본         | 영국     | 17     | 35.2 |    |
| 4    | 군나르 엑스트란드 | 스웨덴   | 18     | 35.3 |    |
| 5    | 아서 매칼리넌     | 미국     | 20     | 34.9 |    |
| 6    | 카를로 본판티     | 이탈리아 | 32     | 28.5 |    |
| 7    | 알프레드 엥겔센   | 노르웨이 | 33     | 28.3 |    |

#### 3조
| 순위 | 선수              | 국가   | 포인트 | 점수 | 주 |
| ---- | ----------------- | ------ | ------ | ---- | -- |
| 1    | 햘마르 요한손     | 스웨덴 | 7      | 40.1 | Q  |
| 2    | 토이보 아로       | 핀란드 | 10     | 39.4 | Q  |
| 3    | 악셀 룬스트룀     | 스웨덴 | 15     | 38.3 | Q  |
| 4    | 에른스트 브란스텐 | 스웨덴 | 19     | 37.7 | Q  |
| 5    | 빅토르 크론달     | 스웨덴 | 22     | 37.0 | Q  |
| 6    | 한스 루버         | 독일   | 27     | 36.2 |    |
| 7    | 쿠르트 베렌스     | 독일   | 31     | 35.1 |    |
| 8    | 존 P. 리언스      | 캐나다 | 40     | 32.5 |    |
| 9    | 얀스 스테펜손     | 스웨덴 | 44     | 31.2 |    |

#### 4조
| 순위 | 선수              | 국가   | 포인트 | 점수 | 주 |
| ---- | ----------------- | ------ | ------ | ---- | -- |
| 1    | 에리크 아들레르스 | 스웨덴 | 5      | 39.9 | Q  |
| 2    | 오스카르 베첼     | 핀란드 | 13     | 33.8 |    |
| 3    | 칼레 카이누바라   | 핀란드 | 14     | 33.2 |    |
| 4    | 알베르트 니만     | 핀란드 | 21     | 32.0 |    |
| 5    | 레오 수니         | 핀란드 | 22     | 32.1 |    |
| 6    | 알베르트 취르너   | 독일   | 26     | 31.7 |    |
| 7    | 스벤 몬탄         | 스웨덴 | 31     | 30.2 |    |

### 결승전
결승전에서는 순위 포인트의 총합을 기준으로 최종순위가 결정되었으며 다이빙 점수는 동점자 순위결정에 한하여 사용되었다.
| 순위 | 선수              | 국가   | 포인트 | 점수 |
| ---- | ----------------- | ------ | ------ | ---- |
| 1    | 에리크 아들레르스 | 스웨덴 | 7      | 40.0 |
| 2    | 햘마르 요한손     | 스웨덴 | 12     | 39.3 |
| 3    | 욘 얀손           | 스웨덴 | 12     | 39.1 |
| 4    | 빅토르 크론달     | 스웨덴 | 22     | 37.1 |
| 5    | 토이보 아로       | 핀란드 | 26     | 36.3 |
| 6    | 악셀 룬스트룀     | 스웨덴 | 26     | 36.0 |
| 7    | 에른스트 브란스텐 | 스웨덴 | 28     | 36.2 |
| -    | 파울 귄터         | 독일   | -      | DNF  |